# Mahlon Clark
Mahlon Clark (ur. 7 marca 1923 w Portsmouth, zm. 20 września 2007 w Los Angeles) – amerykański klarnecista i saksofonista, muzyk sesyjny.
Współpracował z Frankiem Sinatrą przy nagraniu płyty In the Wee Small Hours, oraz Madonną przy nagraniu krążka I’m Breathless z 1990 r. Uczestniczył w realizacji ścieżek dźwiękowych do takich produkcji filmowych jak Dick Tracy, Kiedy Harry poznał Sally czy Hatari! z wykonywanym przez Clarka utworem „Baby Elephant Walk”, autorstwa Henry’ego Mancini.